# Peter-Paul Petersen
Peter-Paul Petersen (* 4. Mai 1893 in Emmelsbüll; † 20. April 1945 bei Straubing) war ein deutscher Offizier, zuletzt Generalmajor der Wehrmacht. Er war der zweite und neben Paul von Mühlenfels einer von zwei Offizieren der Kraftfahrparktruppe der Wehrmacht, welcher einen Generalsdienstgrad erreichte.

## Leben
Peter-Paul Petersen trat am 2. Juli 1915 als Fahnenjunker in das Infanterie-Regiment 76 in dies Armee ein. Am 7. November 1915 wurde er zum Leutnant ernannt (Patent 22. März 1916). Am 25. April 1919 wurde er verabschiedet und wechselte später in den Polizeidienst.
Am 1. November 1935 wurde er als Major und Kommandeur der Panzerabwehr-Abteilung 16, ab März 1940 Panzerjäger-Abteilung 16, (Hamm) in die Wehrmacht übernommen. Auch zum Beginn des Zweiten Weltkriegs blieb er Kommandeur der Abteilung und war bereits am 1. März 1938 zum Oberstleutnant befördert worden. Im März 1941 folgte seine Beförderung zum Oberst und am 2. November 1941 wurde er Höherer Kraftfahr-Offizier im OKH. Am 1. März 1944 erfolgte mit der Einrichtung des Offizierskorps der Kraftfahrparktruppe (Kfp) seine Überführung zu diesem Truppenteil. Zeitgleich wurde er Höherer Offizier der Kraftfahrparktruppen beim General der Motorisierung im Generalstab des Heeres betraut. Für den 20. April 1945 wurde seine Beförderung zum Generalmajor (Kfp) angegeben und er sollte Inspekteur der Kraftfahrparktruppe werden. Petersen fiel aber am gleichen Tag bei Straubing.